# Electroswing
Electroswing ist eine Musikrichtung, die moderne elektronische Tanzmusik mit Swing kombiniert. Sie entstand um die Jahrtausendwende. Parov Stelar, Caravan Palace und Tape Five sind Vertreter dieses Genres. Weitere Bands sind das französische KKC, das Electronic Swing Orchestra, Gramophonedzie, Klischée, Waldeck und auch Caro Emerald. Spätestens seitdem das australische Duo Yolanda Be Cool & DCUP mit ihrem Hit We No Speak Americano überall in den Radiosendern Europas gespielt wurde, setzte sich der Electroswing durch. Das französische Label Wagram veröffentlichte 2010 unter dem Namen Electro-Swing Fever vier Kompilationen mit seinerzeit aktuellen Einspielungen und Remixes.

## Bedeutung
Im Electroswing werden meist Gesang, Instrumentalisierung, typische Rhythmik und Melodien aus dem Swing mit elektronischen Klängen und Beats untermalt und Phrasen wiederholt. Die Tanzbarkeit des Swing wird durch die elektronische Basslinie und die pumpende House-Bassdrum noch verstärkt. Bei einigen Künstlern finden sich auch Einflüsse aus Klezmer, Gypsy-Jazz und Weltmusik. Teilweise reicht die Musik, an der sich orientiert wird, bis in die 1950er Jahre. Daher wird neben Charleston und Swing auch Boogaloo, Rock ’n’ Roll oder Cumbia verarbeitet. International werden in mindestens 13 Ländern Partys veranstaltet, auf denen zum Electroswing getanzt wird. Zu einer Veranstaltung am 1. Mai 2012 auf dem Flughafen Berlin-Tempelhof kamen mehr als 10.000 Menschen.
Eine der erfolgreichsten Eventreihen ist die Electro Swing Revolution mit regelmäßigen Partys in Berlin, Marburg und Bremen. Die Organisatoren betreiben auch das weltweit erste Electro Swing Webradio und veröffentlichen seit 2011 die Compilation:
The Electro Swing Revolution (Lolas World Records), die zu den bedeutendsten CD-Samplern dieses Genres zählt.
Electroswing reiht sich ein in eine Vielzahl von Stilrichtungen, die Jazz mit anderen Stilen vereinen, wie z. B. Nu-Jazz und Neoswing.

## Entstehung
Bereits Anfang der 1990er Jahre begannen Musiker, wie die Greenskeepers und Mike Dixon, Jazz- und Swing-Elemente in deren zeitgenössische Produktionen aufzunehmen. Der Sound der produzierten Tracks erinnerte jedoch eher an Funky House als an Swing House. Erst das französische Label G-Swing brachte 1992 ein Album auf den Markt, das als Swing House bezeichnet werden konnte. Ein früher Charterfolg war der Song Doop des niederländischen House-Duos Doop im Jahr 1994. Ende der 1990er Jahre erfreute sich der Swing House großer Beliebtheit, bis er Anfang 2000 verschwand.
Der sich während dieser Zeit entwickelnde Nu-Jazz kombiniert Funk und Jazz, aber auch Swing mit Dance, House und Techno. Einer der bekanntesten Vertreter ist der Franzose Ludovic Navarre alias St. Germain. Viele Electro-Swing-Künstler kommen aus der Szene des Nu-Jazz.
Anfangs brachten einige DJs wie Chris Tofu bereits Remixversionen bereits existierender Swing- und Loungetitel heraus. Die ersten Electroswing-Werke von Künstlern wie Jurassic 5 oder Mr. Scruff waren meist einmalige Experimente und wurden nicht als Electroswing bezeichnet, sondern eher als Swing House oder Nu-Jazz deklariert. 2005 begann mit Künstlern wie Parov Stelar und Caravan Palace, die den Sound von G-Swing und Waldeck festigten, der Siegeszug des jungen Genres. Ebenso hat das 2003 gegründete Projekt Tape Five die Entwicklung des Electroswing mitgestaltet.
Nachdem 1999 in Chicago eine Swing-House Szene entstanden war, hatte das französische Label BNO die Idee eine komplette Sammlung zu der neuartigen Stilrichtung herauszubringen. Daraufhin veröffentlichte G-Swing, Ende 2006, mit Swing for Modern Clubbing das erste Electroswing-Album. Ein entscheidender Punkt wurde erreicht als 2009 das erste Sammelwerk erschien, welches vom englischen Dance Musik Magazin Mixmag als erster Meilenstein des Electroswing bezeichnet wurde.
Ab 2009 entstanden auch viele Clubs rund um Electroswing, bis 2011 der White Mink- und der Electro Swing-Club das erste Electroswing-Festival, ein eintägiges Event in London, präsentierten. Ende 2011 wurde bei einem Werbevideo des Cosmopolitan Las Vegas, bis 2014 ein Casino der Deutschen Bank, das Lied Booty Swing von Parov Stelar benutzt und somit erstmals der europäisch geprägte Musikstil der Populären Musik der amerikanischen Öffentlichkeit präsentiert.